# Zdeněk Justoň
Zdeněk Justoň (5. prosince 1942 Praha – 21. července 2025) byl český publicista zabývající se ekonomickou a kulturní antropologií.

## Život
Původně chtěl studovat archeologii na Filozofické fakultě UK, nakonec však vystudoval v roce 1965 obor plánování na VŠE Praha a v roce 1966 začal pracovat ve výzkumném ústavu Státní plánovací komise[nedostupný zdroj] v oddělení základních fondů a investic.
V rámci tohoto výzkumného zaměření odjel na stipendium do Francie do Evropského střediska univerzitních studií v Nancy, kde v letech 1968 až 1969 studoval politiku a metody evropského plánování. Jeho diplomová práce Investiční politika ve Francii vyšla rovněž jako interní materiál Státní plánovací komise.
Na počátku roku 1970 musel opustit své původní zaměstnání a začal pracovat v obchodním podniku Tesla, kde se jako programátor podílel na tvorbě programového vybavení počítačů Tesla 200, vyráběných u nás ve francouzské licenci.
V roce 1990 odjel opět do Francie na Université de Technologie v Compiègne a po ukončení ročního studijního programu založil českou pobočku francouzské poradenské firmy CEIE. Po tomto nezdařeném experimentu začal pracovat ve Spořitelní investiční společnosti v Praze, odkud na sklonku roku 2005 odešel do důchodu.
Vedle své pracovní činnosti se věnoval od roku 1997 také výuce kulturní a ekonomické antropologie na Fakultě sociálních věd UK a později i na Filozofické fakultě Západočeské univerzity v Plzni.
Dlouhá léta pracoval též ve správních radách kulturních nadací: v Nadaci Český hudební fond a v Nadaci Český literární fond. Působil v obou jako člen správní rady, v několika volebních obdobích též jako předseda či místopředseda správní rady.

## Dílo
V letech 1970 až 1990 se věnoval soukromému studiu díla francouzského antropologa Claudea Lévi-Strausse. Pod vlivem jeho názorů napsal studii Hudba přírodních národů, která vyšla v září 1981 jako příloha bulletinu Jazzové sekce SH. Později napsal ještě pro přátele překlad práce Lévi-Strausse Cesta masek.
Po roce 1968 spolupracoval se samizdatovou edicí Auroboros, po roce 1990 patřil k okruhu autorů, kteří psali své příspěvky do surrealistické revue Analogon.
Od roku 2000 měl pravidelnou rubriku v Kulturním magazínu UNI, kde publikoval již přes sto třicet esejů o známých osobnostech, které formovaly kulturní prostředí v Evropě i u nás.